# Pablo de La Llave
Pablo de la Llave (Córdoba, 1773 – Córdoba, 1833) è stato un politico e naturalista messicano.
| La Llave è l'abbreviazione standard utilizzata per le piante descritte da Pablo de La Llave. Consulta l'elenco delle piante assegnate a questo autore dall'IPNI. |

| de la Llave è l'abbreviazione standard utilizzata per le specie animali descritte da Pablo de La Llave. Categoria:Taxa classificati da Pablo de La Llave |